# Sessinia holoxantha
Sessinia holoxantha là một loài bọ cánh cứng trong họ Oedemeridae. Loài này được Harold miêu tả khoa học năm 1879.